# ケトレー
座標: 北緯52度41分41秒 西経2度28分51秒 / 北緯52.69480度 西経2.48084度

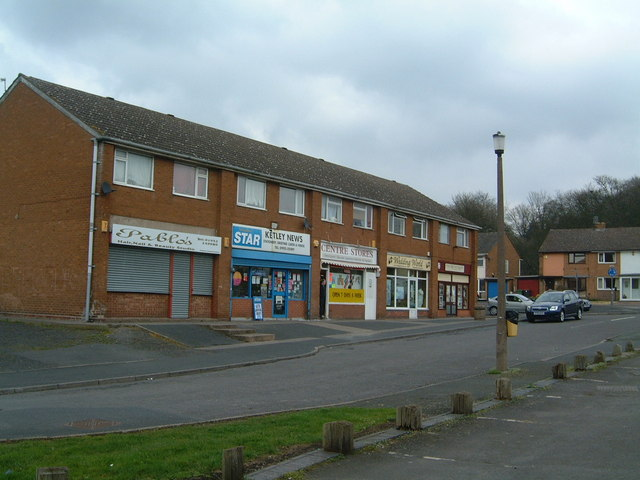
ケトレー、2006年撮影。

ケトレー (Ketley) は、テルフォードのニュータウン地域内の地区 (suburb) で、テルフォード・アンド・リーキンのバラに属しており、イングランドの典礼カウンティではシュロップシャー州に属している。ケトレーは、行政パリッシュである。
イースト・ケトレー (East Ketley) は、ミレニアム・コミュニティズ・プログラムの一環として進められているテルフォード・ミレニアム・コミュニティの一部として、現在再開発が進められている。この計画では、750軒ほどの新たな住宅が供給され、職住兼用のユニットや、新しい小学校、小規模なオフィスや、小売店、娯楽施設などが、リフシュッツ・デイヴィッドソン・サンディランズが設計したマスタープランに盛り込まれている。
その再開発対象地は、現在のところは、かつての竪坑跡や、ボタ山、ゴルフ場（後には、打ちっぱなし）、競技用フィールドなどが並ぶ合間にヴィクトリア朝に建てられたテラスハウスの家屋が建っている。用地の大部分は、長年にわたり遊休地となっており、一部は、地域的に見れば野生生物の重要な生息地となりつつある。
ケトレーは、かつてはケトレー製鉄所 (Ketley Iron works) の本拠地であった。18世紀後半に製鉄所の所有者であったウィリアム・レイノルズは、タブ・ボート用の運河として、ウォンブリッジ運河、ケトレー運河、シュロップシャー運河の3本を開き、イギリスにおいて最初に成功したインクラインを設けた。
ケトレーのすぐ北隣には、ハドレーがある。
『シュロップシャー・スター (Shropshire Star)』紙は、ケトレーで発行されている。

## ケトレー・バンク
ケトレー・バンク (Ketley Bank) は、ケトレーの南東に位置し、オークンゲイツとM54モーターウェイの間にある。こちらは、オークンゲイツの行政パリッシュの一部である。